# Acilhidrazin
Acilhidrazin je analogan amidu, ali je -OH porcija karboksilne kiseline zamenjena hidrazinom na mestu amonijačne grupe (jedan manje vodonik na mestu vezivanja). Acilhidrazini su tip hidrazida.
Acilhidrazini su intermedijari u hemijskim sintezama. Na primer, sinteza sunitiniba započinje mešanjem 5-fluoroizatina polako u hidrazin hidrat. Nakon 4 sata na 110 °C, struktura indolnog prstena se razlaže u hidrazid (2-amino-5-fluoro-fenil)-sirćetne kiseline redukcijom sa ketonom u 3-poziciji. Naknadnom anulacijom u jakoj kiselini se formira 1,3-dihidro-2-okso indolna struktura neophodna za lek.